# Bogdan Skwarzec
Bogdan Skwarzec (ur. 24 marca 1954 w Nowym Stawie) – polski profesor nauk chemicznych, nauczyciel akademicki Uniwersytetu Gdańskiego: wykładowca na kierunku chemia, ochrona środowiska oraz bezpieczeństwo jądrowe i ochrona radiologiczna. Specjalista z zakresu chemii środowiska, chemii jądrowej, radiochemii środowiska i ochrony radiologicznej oraz chemicznej i radiochemicznej analizy śladowej. Zajmuje się nagromadzaniem i rozprzestrzenieniem naturalnych i sztucznych radionuklidów w środowisku przyrodniczym. Jest twórcą gdańskiej szkoły radiochemii, radioekologii i analizy radiochemicznej.

## Biografia
Absolwent Liceum Ekonomicznego w Malborku (1973). Studiował na Wydziale Matematyki, Fizyki i Chemii Uniwersytetu Gdańskiego, gdzie w 1979 roku uzyskał tytuł zawodowy magistra chemii. W latach 1979–1999 pracował w Instytucie Oceanologii PAN w Sopocie, gdzie w roku 1986 obronił pracę doktorską zatytułowaną Rozmieszczenie i kumulacja polonu (210Po) w organizmach Bałtyku południowego (z dziedziny nauk przyrodniczych w zakresie oceanologii). W roku 1995 habilitował się na Wydziale Chemii UG, uzyskując stopień naukowy doktora habilitowanego nauk chemicznych w zakresie chemii i radiochemii (na podstawie rozprawy habilitacyjnej zatytułowanej Polon, uran i pluton w ekosystemie południowego Bałtyku). Tytuł naukowy profesora nauk chemicznych uzyskał w 2005 roku w wyniku postępowanie przeprowadzonego na Wydziale Chemicznym Politechniki Łódzkiej. W roku 2008 uzyskał stanowisko profesora zwyczajnego na Uniwersytecie Gdańskim. W Instytucie Oceanologii PAN kierował Pracownią Bioradiochemii Morza (1996–1999). Na Wydziale Chemii UG kierował Katedrą Chemii Analitycznej (1999–2009) i Katedrą Analityki i Radiochemii Środowiska (2010–2013) oraz kieruje Katedrą Chemii i Radiochemii Środowiska (od 2014). Do roku 2017 opublikował 85 prac w czasopismach z listy filadelfijskiej), 3 monografie oraz 15 rozdziałów w książkach. Wygłosił ponad 70 wykładów. Jest autorem lub współautorem ponad 250 prezentacji konferencyjnych. Był promotorem w 12 przewodach doktorskich oraz opiekunem ponad 100 prac magisterskich i licencjackich. Z jego inicjatywy 3 osoby uzyskały stopień doktora habilitowanego. Jest specjalistą w dziedzinie metod radiometrycznych i radioanalitycznych, rozdzielań radiochemicznych, radiochemii, radioekologii i specjacji radionuklidów oraz ochrony radiologicznej. Głównymi obszarami jego działalności naukowej są studia nad obecnością, nagromadzaniem i rozprzestrzenianiem w środowisku przyrodniczym naturalnych radionuklidów: polonu (210Po), ołowiu (210Pb) i uranu (234U, 235U, 238U), oraz sztucznych: żelaza (55Fe), niklu (63Ni), plutonu (238Pu, 239Pu, 240Pu, 241Pu) i ameryku (241Am).
Odbył staże naukowe w Instytucie Badań Morza (Rostock-Warnemünde, RFN, 1983), Instytucie Radiofizyki Uniwersytetu w Lund (Szwecja, 1984–1992) oraz Laboratorium Morskiej Radioaktywności Międzynarodowej Agencji Energii Atomowej IAEA (Monako, 1984). Jest lub był członkiem 2 komitetów PAN (Chemii Analitycznej i Badań Morza), towarzystw naukowych (m.in. Polskiego Towarzystwa Chemicznego, Gdańskiego Towarzystwa Naukowego, International Nuclear Chemistry Society) i Państwowej Agencji Atomistyki. Przewodniczył komitetom organizacyjnym Sekcji Chemii Środowiska oraz Chemii i Radiochemii Morza Zjazdów Polskiego Towarzystwa Chemicznego oraz Stowarzyszenia Inżynierów i Techników Przemysłu Chemicznego w Gdańsku (1997, 2006, 2015), ponadto prowadził obrady wielu konferencji, zarówno krajowych, jak również międzynarodowych. Jest członkiem Rad Redakcyjnych czasopism „Journal of Radioanalytical and Nuclear Chemistry” i „ISRN Environmental Chemistry”.

## Wybrane monografie
- Skwarzec B., Polon, uran i pluton w ekosystemie południowego Bałtyku, Rozprawy i monografie, Instytut Oceanologii PAN, 6, Sopot, 1995, ISBN 83-900555-5-4
- Skwarzec B., Radiochemia i ochrona radiologiczna, Wydawnictwo DJ s.c., Gdańsk, 2002, ISBN 83-914707-5-X
- Skwarzec B., Radiochemia środowiska, Wydawnictwo UG., Gdańsk, 2021, ISBN 978-83-8206-111-6

Źródła:.

## Odznaczenia
- Brązowy Krzyż Zasługi (2020)[6]
- Złoty Medal za Długoletnią Służbę (2024)[7]
- Medal Uniwersytetu Gdańskiego – Sapientiae Honestati (2024)[8]
- Medal Janusza Sokołowskiego – De Chimia Gedanensi Bene Meritus (2024)[8]

## Nagrody
- Nagroda Sekretarze Wydziału VII PAN im. Maurycego Piusa Rudzkiego za monografię Polon, uran i pluton w ekosystemie południowego Bałtyku (1996)
- Nagroda Indywidualna Rektora Uniwersytetu Gdańskiego (2004)[1]
- Nagroda Naukowa im. prof. Karola Taylora za całokształt naukowy (2024)[7]